# 密蔵院 (春日井市)

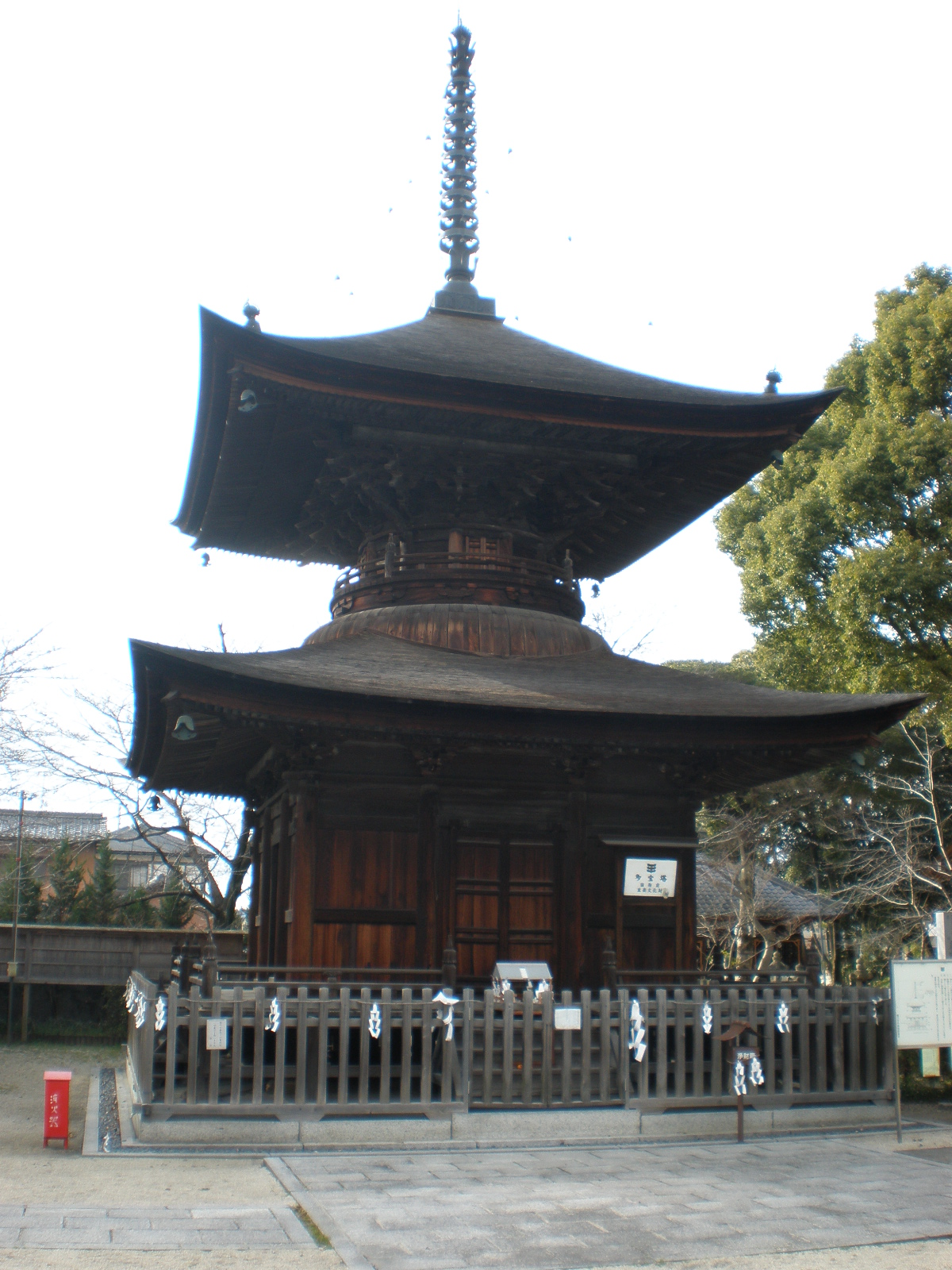
多宝塔

密蔵院（みつぞういん）は、愛知県春日井市熊野町にある天台宗の寺院。山号は醫王山。本尊は薬師如来。中部四十九薬師霊場
第30番札所。

## 歴史
1328年（嘉暦3年）、美濃御嵩より訪れた慈妙により開創された。尾張の天台仏教の中心地として栄えた小牧市の正福寺の衰退を受け、以降尾張地方に於ける天台宗の中心地（中本寺格）となる。永享末年（1441年）前後に最盛期を迎え、末寺は尾張・美濃を中心に11カ国・700ヶ所、塔頭は36坊にものぼり、七堂伽藍も備わって葉上流の伝法灌頂の道場として重きをなした。当時の学徒は3,000人を超えたとされる。
しかし戦国時代になると織田信長が延暦寺と敵対した影響で衰退し、末寺は約100寺、塔頭も16坊となった。その後、葉上流31世の珍祐が元和元年（1615年）に密蔵院に移って七堂を再興し、さらに名古屋城三の丸に東照宮ができると別当になるなど、再建に力をふるった。葉上流の灌室を有して僧侶に位を授ける寺であるため檀家を持たず、このため明治以降は維持が困難になった。明治24年（1891年）の濃尾地震では本堂、仁王門、灌頂堂が倒壊するなどし、1932年（昭和7年）の時点で塔頭は常泉坊のみとなった。常泉坊（現在の常泉寺）は1950年（昭和25年）春日井市内の大留町に移転し、現在に至る。

## 文化財

### 重要文化財（国指定）
- 木造薬師如来立像 - 平安時代後期[1]
- 多宝塔 - 室町時代前半

### 愛知県県指定有形文化財
- 絹本著色兜率天曼荼羅[2]
- 絹本著色天台大師像
- 絹本著色千手観音菩薩像
- 銅製仁王像
- 木造十一面観音像
- 礼盤2基
- 鉄釣灯籠 宝治三年銘 - 2022年（令和4年）1月28日指定[3]。

### 春日井市指定有形文化財
- 密蔵院建造物6棟[4]
- 宮殿形厨子
- 絹本著色十六羅漢像
- 絹本著色慈妙上人坐像
- 絹本著色愛染明王像
- 絹本著色愛染明王像
- 絹本著色十一面観音菩薩坐像
- 絹本著色三千仏像
- 紺紙金泥金胎種子曼荼羅
- 木造大日如来坐像
- 木造本地仏坐像
- 木造阿弥陀如来座像
- 鰐口
- 鉄製釣燈籠
- 寺額
- 神額
- 華鬘
- 阿娑縛抄
- 密蔵院文書
- 寂蓮法師和歌
- 慈鎮和尚和歌

## 交通手段
- JR中央本線 春日井駅、神領駅から徒歩で約20分。
- かすがいシティバス「熊野町」バス停から徒歩で約10分。